# Шоуто на Хъкълбери Хрътката
„Шоуто на Хъкълбери Хрътката“ (на английски: The Huckleberry Hound Show) е американски анимационен сериал, създаден от Хана-Барбера. Съдържа 3 сегмента по 7 минути: „Хъкълбери Хрътката“, „Мечокът Йоги“ и „Пикси и Дикси и Г-н Джинкс“.
През 1960 г. сериалът става първият анимационен сериал спечелил награда Еми.

## „Шоуто на Хъкълбери Хрътката“ в България
В България сериалът е излъчен по Първа програма през 80-те и началото на 90-те години в рамките на рубриката „Добро утро, деца“. Ролите се озвучават от артистите Любомир Младенов (Хъкълбери Хрътката) и Васил Бъчваров.
През 1996 г. Мулти Видео Център издава видеокасетата „Хъкълбери - Лъвското сърце“. Тя съдържа първите осем епизода на сериала: „Хъкълбери Хрътката среща Уи Уили“, „Хъкълбери - Лъвското сърце“, „Хитрият трапер“, „Сър Хъкълбери Хрътката“, „Шерифът Хъкълбери“, „Хъкълбери и крадеца на добитък“, „Пътният патрул“ и „Фермерът Хъкълбери“. Ролите се озвучават от артистите Любомир Младенов (Хъкълбери Хрътката), Борис Чернев и Венета Зюмбюлева, която участва само в „Сър Хъкълбери Хрътката“.